# Eudiscoelius bismarcki
Eudiscoelius bismarcki är en stekelart som beskrevs av Giordani Soika 1995. Eudiscoelius bismarcki ingår i släktet Eudiscoelius och familjen Eumenidae. Inga underarter finns listade i Catalogue of Life.